# Pont Vieux de Saint-Félix-de-Sorgues
Le pont Vieux est un pont situé en France sur la commune de Saint-Félix-de-Sorgues, dans le département de l'Aveyron en région Midi-Pyrénées.
Franchissant la Sorgues, celui-ci fait l’objet d'une inscription au titre des monuments historiques depuis le 13 avril 1944.

## Description
Le pont de Saint-Félix-de-Sorgues est composé de trois arches et construit à partir du tuf calcaire de la région.

## Historique
L'édifice est inscrit au titre des monuments historiques en 1944.